# European University Sports Association
Die European University Sports Association (kurz EUSA) wurde 1999 von 25 nationalen Hochschulsportverbänden in Wien (Österreich) gegründet. Sie richtet Europäische Hochschulmeisterschaften (EHM) aus und fördert die inhaltliche Auseinandersetzung mit der Weiterentwicklung des Hochschulsports auf europäischer Ebene. Heute sind 45 Nationen Mitglied, darunter auch Deutschland, Österreich, die Schweiz und Liechtenstein. Die EUSA ist Mitglied der Fédération Internationale du Sport Universitaire.
2012 wurden erstmals die European Universities Games (EUSA Games oder auch EUG genannt) durchgeführt. Hierbei werden die bisher einzeln ausgetragenen Europäischen Hochschulmeisterschaften gebündelt. Die Veranstaltung 2012 fand vom 13. bis 24. Juli 2012 in Córdoba (Spanien) statt und umfasste Wettbewerbe in den Sportarten Badminton, Basketball, Beachvolleyball, Volleyball, Fußball, Futsal, Handball, 7er-Rugby, Tennis und Tischtennis. Die zweiten EUG wurden 2014 im Juli / August in Rotterdam (Niederlande) und die dritten EUG 2016 im Juli in Zagreb (Kroatien) abgehalten. Die bislang letzten EUG fanden 2018 in Coimbra (Portugal) statt.
Die EUSA-Games sollen in Zukunft in allen geraden Jahren, in denen keine Universiaden stattfinden, abgehalten werden.